# Gunnar Holmgren
Gunnar Holmgren (Barrie, 23 de junio de 1999) es un deportista canadiense que compite en ciclismo de montaña en la disciplina de campo a través. Ganó una medalla de oro en los Juegos Panamericanos de 2023.

## Medallero internacional
| Juegos Panamericanos | Juegos Panamericanos | Juegos Panamericanos | Juegos Panamericanos |
| Año                  | Lugar                | Medalla              | Competición          |
| -------------------- | -------------------- | -------------------- | -------------------- |
| 2023                 | Santiago (Chile)     | Medalla de oro       | Campo a través       |